# 祁皇后
祁夫人（？—324年），《资治通鉴》和《北史》作惟氏，十六国代国拓跋猗㐌的正妻，她生下三个儿子：拓跋普根，拓跋賀傉、拓跋紇那。拓跋猗盧后来再西晋末年建立代国，就是北魏的前身。321年，她谋害了丈夫的侄子拓跋鬱律，先后立拓跋賀傉、拓跋紇那为主，自己摄政。时人称代国为“女国”。北魏建立，追尊拓跋猗㐌为桓帝，封氏为桓皇后。

## 延伸阅读
[在维基数据编辑]
 《魏書/卷13》，出自魏收《魏书》
 《北史/卷013》，出自李延壽《北史》